# Aprophata eximia
Aprophata eximia là một loài bọ cánh cứng trong họ Cerambycidae.